# إل شافو ديل أوتشو
شركة ديل شافو أوتشو (الأسبانية:El Chavo del Ocho) مسلسل كوميدي مكسيكي. تم إنشاء المسلسل بواسطة روبرتو غوميز بولانيوس وعرض لأول مرة في 20 يونيو 1971 في التلفزيون المستقل للمكسيك (TIM) ، الاسم السابق الذي كان لدى تيلفيزا الحالي.

## حبكة
شركة ديل شافو أوتشو هو المسرحية الهزلية التي تتعامل مع تجارب العديد من الجيران في حي مكسيكي. بطل الرواية، شافو، هو طفل يتيم يصادف عادة مع السكان الآخرين، بما في ذلك دون رامون، دونا كلوتيلد ودونا فلوريندا، بسبب سوء التفاهم أو الانحرافات أو الأذى. هناك يعيش أيضًا مع أصدقائه فيديريكو وشيليندرينا.غالبًا ما يوجد في برميل خشبي يقع في فناء الحي الذي يعيش فيه.

## ألقى

### بطل الرواية
- روبرتو غوميز بولانوس:الطفل ثمانية
- رامون فالديس: دون رامون
- كارلوس فياغران: فيديريكو
- ماريا أنتونييتا دي لاس نيفيس: ابنة دون رامون
- فلوريندا ميزا: دونا فلوريندا
- روبين أغيري: مدرس الزرافة
- ماريا دي لوس انجليس فرنانديز: دونا كلوتيلد
- إدغار فيفار: السيد باريغا[2]

### الطابع الثانوي
- إدغار فيفار: نيو نيو
- فلوريندا ميزا: بوبس
- ماريا أنتونييتا دي لاس نيفيس: دونا نيفيس
- راؤول باديلا: خايمي، ساعي البريد
- هوراسيو غوميز بولانيوس: جودينز[2]

## سلسلة نقل الدولية
كان للمسلسل في بثه الأصلي في المكسيك جمهور كبير على شاشات التلفزيون، لدرجة أن المسلسل كان يشاهده حوالي 350 مليون شخص أسبوعيًا. تمت كتابة السلسلة في لغات مثل البرتغالية (حيث تُعرف باسم Chaves) والإيطالية (حيث تُعرف باسم Cecco della Botte) ، وتم بثها في دول آسيوية مثل تايلاند واليابان. كانت شعبية المسلسل أكبر في بلدان مثل البرازيل وشيلي ، حيث تم بثها لأكثر من 30 عامًا بشكل مستمر تقريبًا. فيما يلي بعض البلدان التي تُبث فيها السلسلة حاليًا:
| بلد       | قناة           | مراجع  |
| --------- | -------------- | ------ |
| المكسيك   | قناة النجوم    | [ 7 ]  |
| الأرجنتين | El Nueve       | [ 8 ]  |
| بوليفيا   | Bolivisión     | [ 9 ]  |
| البرازيل  | SBT            | [ 6 ]  |
| تشيلي     | TVN            | [ 5 ]  |
| كولومبيا  | آر سي إن       | [ 10 ] |
| بيرو      | تلفزيون أمريكا | [ 11 ] |
| فنزويلا   | فنزفزيون       | [ 12 ] |

## مقالات ذات صلة
- تشابولين كولورادو

## روابط خارجية
- إل شافو ديل أوتشو على موقع IMDb (الإنجليزية)
- إل شافو ديل أوتشو على موقع الموسوعة البريطانية (الإنجليزية)
- إل شافو ديل أوتشو على موقع نتفليكس (الإنجليزية)
- إل شافو ديل أوتشو على موقع فيلمافينيتي (الإسبانية)
- إل شافو ديل أوتشو على موقع كينوبويسك (الروسية)
- إل شافو ديل أوتشو على موقع قاعدة بيانات الفيلم (الإنجليزية)